# Stakingen bij Billiton en Suralco
Er vonden van 19 december 1983 tot na 3 februari 1984 stakingen bij Billiton en Suralco plaats, de twee mijnbouwbedrijven die bauxiet wonnen in Suriname.

## Achtergrond en verloop
Werknemers begonnen op maandag 19 december 1983 spontane stakingen bij Billiton en Suralco. De staking brak uit nadat was gebleken dat de uitkering van de dertiende maand zo zwaar belast werd, dat rond de driekwart opging aan belastingen. Daarnaast keerden de werknemers zich tegen andere belastingverhogingen van het kabinet-Alibux, waardoor er minder overbleef van allerlei toeslagen zoals voor hitte, en tegen de opheffing van subsidie op melk die zeventig procent in prijs was gestegen. Melk werd om gezondheidsredenen veel door de bauxietwerknemers gedronken.
Werknemers in de bauxietwinning golden als relatief bevoordeeld en de stakingen waren dan ook niet alleen gericht op het verbeteren van hun inkomsten. Een staker zei hierover: "We zijn niet van plan op te draaien voor de stijgende kosten van het leger en de volksmilitie die er alleen maar zijn om de positie van Bouterse en de zijnen te handhaven."

## Spontane stakingen zonder vakbondssteun
De vakfederatie C-47, waar de vakbond van Suralco bij aangesloten was, stond niet achter de stakingen. Een woordvoerder van Suralco noemde de stakingen tegen het bedrijf onterecht, omdat het een kwestie tussen de werknemers en de regering was en het bedrijf daar buiten stond. De leider van C-47 was Fred Derby. Toen hij probeerde in contact te komen met de stakers, werd hij als collaborateur beschouwd en uitgejouwd.
In deze tijd werden stakingen niet meer door de vakbonden georganiseerd, maar spontaan opgepakt. De angst zat er bij de bonden goed in, omdat het militaire regime (1980-1987) tijdens de Decembermoorden ook vakbondsleiders had geliquideerd. Daarbij waren stakingen onder de geldende noodtoestand niet toegestaan.
De maatregelen van het kabinet waren in lijn met de eisen die het Internationaal Monetair Fonds (IMF) had gesteld. Het geldgebrek van de regering werd veroorzaak door de plotselinge intrekking van ontwikkelingshulp vanwege de Decembermoorden, met name van Nederland, om druk op de militairen uit te oefenen om democratie her in te voeren. Het leger werd op de demonstratie afgestuurd, maar maakte rechtsomkeert toen de commandant had vastgesteld dat het niet om een kleine terreurgroep ging. Desi Bouterse nam vervolgens eieren voor zijn geld en ontsloeg premier Errol Alibux op 3 februari 1984 "wegens fouten". De stakers eisten aanvankelijk het aftreden van de mensen die de macht echt in handen hadden, maar namen uiteindelijk genoegen met een financiële compensatie.

## Steun
In Paramaribo circuleerden pamfletten die opriepen om de stakers financieel te steunen, met de tekst "de enigen die de strijd met het regime durven aanbinden" en Kill the killer. In de pamfletten werd opgeroepen tot een algehele staking. Suralco besloot rond 13 januari om het bedrijf voor onbepaalde tijd te sluiten, totdat de Bouterse het conflict had bezworen.
In Amsterdam bezetten betogers op vrijdagmiddag 6 januari 1984 het Surinaamse consulaat, uit solidariteit met de stakers in Suriname. Ook hier waren de eisen niet gericht op het verbeteren van de inkomsten van de bauxietwerknemers, maar was een leus: "Het hele Surinaamse volk dat vraagt om vrijheid en recht." De bezetting werd georganiseerd door meerdere organisaties, zoals Herstel Democratie, Moederbond in Ballingschap, Actiegroep '83, studentenverenigingen en vrouwenorganisaties. Het personeel van het consulaat reageerde kalm en deed geen aangifte. De politie nam niettemin poolshoogte maar ondernam geen actie, mede omdat het personeel had aangegeven de situatie intern te willen oplossen. Per telex zonden de bezetters de eis voor een einde aan de volksintimidatie en onderdrukking naar het Surinaamse persbureau SNA. Ook gaven ze telefonisch steun aan de bauxietwerknemers. Tegen negen uur 's avonds hieven ze hun actie op.